# 冰島紅點鮭
冰島紅點鮭，為輻鰭魚綱鮭形目鮭科的其中一種，為溫帶淡水魚，分布於歐洲冰島Thingvalla湖流域，體長可達24公分，棲息在底中層水域，以蝸牛、昆蟲等為食，生活習性不明。

## 擴展閱讀
維基物種上的相關：冰島紅點鮭